# Biomarker

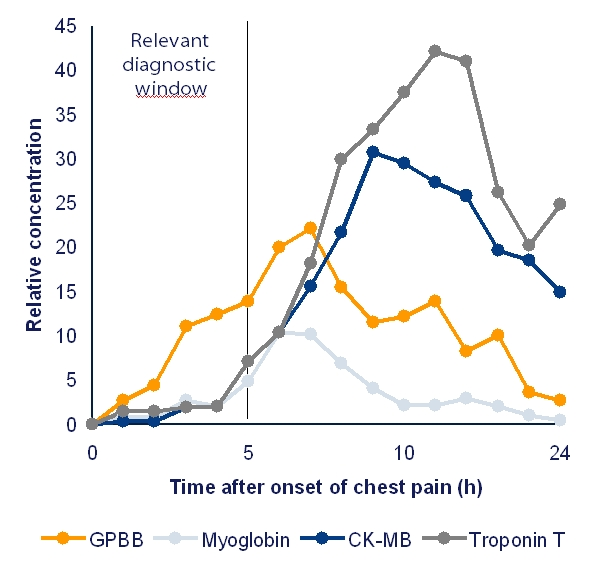
Srovnání různých biomarkerů ve vztahu ke koronárním onemocněním.

Biomarker (biologický marker) je měřitelný indikátor určitého biologického stavu nebo podmínek. Podle definice je biomarker „charakteristika, která se objektivně měří a vyhodnocuje jako indikátor normálních biologických procesů, patogenních procesů nebo farmakologických odpovědí na terapeutický zásah“.
Biomarkery se používají samostatně nebo v kombinaci k posouzení zdravotního stavu nebo stavu onemocnění jednotlivce i napříč populacemi. Využívají se k předpovídání onemocnění jako je diabetes či kardiovaskulární nemoci. Právě tak mohou být použity ke zjištění, jak tělo reaguje na léčbu.
Každý biologický systém (např. kardiovaskulární, metabolický nebo imunitní systém) má své vlastní specifické biomarkery. Mnoho z těchto biomarkerů je relativně snadno měřitelných a tvoří součást běžných lékařských vyšetření (hodnoty krevního tlaku, cholesterolu, hladiny glukózy, srdeční frekvence atd.). Podle hodnot lze odhadovat prognózu onemocnění (prognostický marker) nebo účinnost léčby (prediktivní marker).